# German Football League 2023
La German Football League 2023, detta anche ERIMA GFL 2023 per ragioni di sponsorizzazione, è la 45ª edizione del campionato di football americano di primo livello, organizzato dalla AFVD.
Era prevista la partecipazione dei Cologne Crocodiles, che si sono però ritirati prima dell'inizio del campionato.

## Squadre partecipanti
| Club                     | Città             | Stadio                                 | Sponsor ufficiale | Risultato nella stagione 2022 |
| ------------------------ | ----------------- | -------------------------------------- | ----------------- | ----------------------------- |
| Allgäu Comets            | Kempten           | Illerstadion                           |                   |                               |
| Berlin Adler             | Berlino           | Poststadion                            |                   |                               |
| Berlin Rebels            | Berlino           | Mommsenstadion                         |                   |                               |
| ( Cologne Crocodiles)    | Colonia           | Sportpark Höhenberg                    |                   |                               |
| Dresden Monarchs         | Dresda            | Heinz-Steyer-Stadion                   |                   |                               |
| Ingolstadt Dukes         | Ingolstadt        | ESV-Stadion                            |                   |                               |
| Kiel Baltic Hurricanes   | Kiel              | Kilia-Stadion                          |                   |                               |
| Marburg Mercenaries      | Marburgo          | Georg-Gaßmann-Stadion                  |                   |                               |
| Munich Cowboys           | Monaco di Baviera | Städtisches Stadion an der Dantestraße |                   |                               |
| New Yorker Lions         | Braunschweig      | Eintracht-Stadion                      | New Yorker        |                               |
| Paderborn Dolphins       | Paderborn         | Hermann-Löns-Stadion                   |                   |                               |
| Potsdam Royals           | Potsdam           | Luftschiffhafen                        |                   |                               |
| Ravensburg Razorbacks    | Ravensburg        | TSB-Stadion                            |                   |                               |
| Saarland Hurricanes      | Saarbrücken       |                                        |                   |                               |
| Schwäbisch Hall Unicorns | Schwäbisch Hall   | Optima-Sportpark                       |                   |                               |
| Straubing Spiders        | Straubing         | Am Peterswöhrd                         |                   |                               |

## Stagione regolare

### Calendario

#### 1ª giornata
| Schwäbisch Hall 20 maggio 2023, ore 17:00 | Schwäbisch Hall Unicorns | 30 – 44 (7-14 9-8 7-8 7-14) referto | Potsdam Royals | Optima Sportpark (2213 spett.)\| Arbitro: \| Maurer \| |
| Arbitro:                                  | Maurer                   |                                     |                |                                                        |

| Straubing 20 maggio 2023, ore 17:00 | Straubing Spiders | 0 – 34 (0-7 0-6 0-7 0-14) referto | New Yorker Lions | VfB-Stadion am Peterswöhrd (1503 spett.)\| Arbitro: \| Wess \| |
| Arbitro:                            | Wess              |                                   |                  |                                                                |

| Berlino 20 maggio 2023, ore 17:00 | Berlin Adler | 13 – 21 (0-6 7-0 0-12 6-3) referto | Berlin Rebels | Poststadion (3824 spett.)\| Arbitro: \| Schwieger \| |
| Arbitro:                          | Schwieger    |                                    |               |                                                      |

| Marburgo 21 maggio 2023, ore 15:00 | Marburg Mercenaries | 6 – 59 (0-14 0-21 0-10 6-14) referto | Dresden Monarchs | Georg-Gaßmann-Stadion (850 spett.)\| Arbitro: \| Herrmann \| |
| Arbitro:                           | Herrmann            |                                      |                  |                                                              |

| Paderborn 21 maggio 2023, ore 15:00 | Paderborn Dolphins | 33 – 28 (10-14 16-0 0-7 7-7) referto | Kiel Baltic Hurricanes | Hermann-Löns-Stadion (2000 spett.)\| Arbitro: \| D. Valenthin \| |
| Arbitro:                            | D. Valenthin       |                                      |                        |                                                                  |

| Kempten 21 maggio 2023, ore 17:00 | Allgäu Comets | 52 – 48 (0-7 24-14 14-7 14-20) referto | Saarland Hurricanes | Illerstadion (624 spett.)\| Arbitro: \| Wess \| |
| Arbitro:                          | Wess          |                                        |                     |                                                 |

| Ravensburg 21 maggio 2023, ore 15:00 | Ravensburg Razorbacks | 12 – 52 (0-14 0-24 0-14 12-0) referto | Ingolstadt Dukes | TSB-Stadion (1462 spett.)\| Arbitro: \| Klaiber \| |
| Arbitro:                             | Klaiber               |                                       |                  |                                                    |

#### 2ª giornata
| Berlino 27 maggio 2023, ore 15:00 | Berlin Rebels | 46 – 12 (6-0 23-0 14-12 3-0) referto | Marburg Mercenaries | Mommsenstadion (633 spett.)\| Arbitro: \| Schwieger \| |
| Arbitro:                          | Schwieger     |                                      |                     |                                                        |

| Braunschweig 27 maggio 2023, ore 18:00 | New Yorker Lions | 42 – 14 (7-7 21-0 0-7 14-0) referto | Paderborn Dolphins | Eintracht-Stadion\| Arbitro: \| Pruin \| |
| Arbitro:                               | Pruin            |                                     |                    |                                          |

| Ingolstadt 27 maggio 2023, ore 18:30 | Ingolstadt Dukes | 20 – 29 (0-7 14-8 6-14 0-0) referto | Schwäbisch Hall Unicorns | ESV-Stadion\| Arbitro: \| Brodschelm \| |
| Arbitro:                             | Brodschelm       |                                     |                          |                                         |

#### 3ª giornata
| Kiel 3 giugno 2023, ore 16:00 | Kiel Baltic Hurricanes | 16 – 35 (0-0 10-14 0-7 6-14) referto | New Yorker Lions | FC Kilia (2360 spett.)\| Arbitro: \| Pruin \| |
| Arbitro:                      | Pruin                  |                                      |                  |                                               |

| Potsdam 3 giugno 2023, ore 16:00 | Potsdam Royals | 43 – 14 (16-0 13-0 14-7 0-7) referto | Paderborn Dolphins | Stadio Karl Liebknecht (1800 spett.)\| Arbitro: \| O. Schwarz \| |
| Arbitro:                         | O. Schwarz     |                                      |                    |                                                                  |

| Berlino 3 giugno 2023, ore 17:00 | Berlin Adler | 28 – 6 (14-0 0-0 7-6 7-0) referto | Straubing Spiders | Poststadion (2352 spett.)\| Arbitro: \| Hintze \| |
| Arbitro:                         | Hintze       |                                   |                   |                                                   |

| Dresda 4 giugno 2023, ore 15:00 | Dresden Monarchs | 23 – 30 (0-9 7-0 9-6 7-15) referto | Berlin Rebels | Rudolf-Harbig-Stadion (10530 spett.)\| Arbitro: \| Hintze \| |
| Arbitro:                        | Hintze           |                                    |               |                                                              |

| Ravensburg 4 giugno 2023, ore 15:00 | Ravensburg Razorbacks | 21 – 28 (0-7 7-0 0-14 14-7) referto | Allgäu Comets | TSB-Stadion (1512 spett.)\| Arbitro: \| Maurer \| |
| Arbitro:                            | Maurer                |                                     |               |                                                   |

| Marburgo 4 giugno 2023, ore 15:00 | Marburg Mercenaries | 7 – 18 (7-0 0-0 0-15 0-3) referto | Munich Cowboys | Georg-Gaßmann-Stadion (645 spett.)\| Arbitro: \| Kopka \| |
| Arbitro:                          | Kopka               |                                   |                |                                                           |

#### 4ª giornata
| Berlino 10 giugno 2023, ore 15:00 | Berlin Rebels | 6 – 21 (0-6 6-8 0-7 0-0) referto | Potsdam Royals | Mommsenstadion (1026 spett.)\| Arbitro: \| O. Schwarz \| |
| Arbitro:                          | O. Schwarz    |                                  |                |                                                          |

| Straubing 10 giugno 2023, ore 15:00 | Straubing Spiders | 25 – 20 (6-0 6-7 0-7 13-6) referto | Ravensburg Razorbacks | VfB-Stadion am Peterswöhrd (1320 spett.)\| Arbitro: \| Klaiber \| |
| Arbitro:                            | Klaiber           |                                    |                       |                                                                   |

| Monaco di Baviera 10 giugno 2023, ore 16:00 | Munich Cowboys | 13 – 31 (8-12 3-6 2-6 0-7) referto | Saarland Hurricanes | Städtisches Stadion an der Dantestraße (1037 spett.)\| Arbitro: \| Wess \| |
| Arbitro:                                    | Wess           |                                    |                     |                                                                            |

| Braunschweig 10 giugno 2023, ore 18:00 | New Yorker Lions | 35 – 17 (7-7 7-7 14-3 7-0) referto | Schwäbisch Hall Unicorns | Eintracht-Stadion (2752 spett.)\| Arbitro: \| Schwieger \| |
| Arbitro:                               | Schwieger        |                                    |                          |                                                            |

| Paderborn 11 giugno 2023, ore 15:00 | Paderborn Dolphins | 0 – 31 (0-7 0-17 0-0 0-7) referto | Berlin Adler | Hermann-Löns-Stadion\| Arbitro: \| Kopka \| |
| Arbitro:                            | Kopka              |                                   |              |                                             |

#### 5ª giornata
| Dresda 17 giugno 2023, ore 15:00 | Dresden Monarchs | – | Berlin Adler | Radstadion Bärnsdorfer Straße |

| Potsdam 17 giugno 2023, ore 16:00 | Potsdam Royals | – | Kiel Baltic Hurricanes | Stadio Karl Liebknecht |

| Schwäbisch Hall 17 giugno 2023, ore 16:00 | Schwäbisch Hall Unicorns | – | Ingolstadt Dukes | Optima Sportpark |

| Saarbrücken 17 giugno 2023, ore 17:00 | Saarland Hurricanes | – | Straubing Spiders | Ludwigsparkstadion |

| Paderborn 18 giugno 2023, ore 15:00 | Paderborn Dolphins | – | Berlin Rebels | Hermann-Löns-Stadion |

| Kempten 18 giugno 2023, ore 15:00 | Allgäu Comets | – | Munich Cowboys | Illerstadion |

| Ravensburg 18 giugno 2023, ore 15:00 | Ravensburg Razorbacks | – | Marburg Mercenaries | TSB-Stadion |

#### 6ª giornata
| Kempten 24 giugno 2023, ore 15:00 | Allgäu Comets | – | Berlin Adler | Illerstadion |

| Kiel 24 giugno 2023, ore 16:00 | Kiel Baltic Hurricanes | – | Ravensburg Razorbacks | FC Kilia |

| Monaco di Baviera 24 giugno 2023, ore 16:00 | Munich Cowboys | – | Straubing Spiders | Städtisches Stadion an der Dantestraße |

| Potsdam 24 giugno 2023, ore 17:00 | Potsdam Royals | – | Dresden Monarchs | Stadio Karl Liebknecht |

| Saarbrücken 24 giugno 2023, ore 17:00 | Saarland Hurricanes | – | Ingolstadt Dukes | Ludwigsparkstadion |

| Braunschweig 25 giugno 2023, ore 17:00 | New Yorker Lions | – | Berlin Rebels | Eintracht-Stadion |

#### 7ª giornata
| Kiel 1º-2 luglio 2023 | Kiel Baltic Hurricanes | – | Berlin Rebels | FC Kilia |

| Dresda 1º luglio 2023, ore 15:00 | Dresden Monarchs | – | Saarland Hurricanes | Radstadion Bärnsdorfer Straße |

| Ravensburg 1º luglio 2023, ore 15:00 | Ravensburg Razorbacks | – | Paderborn Dolphins | TSB-Stadion |

| Berlino 1º luglio 2023, ore 17:00 | Berlin Adler | – | Potsdam Royals | Poststadion |

| Ingolstadt 1º luglio 2023, ore 18:30 | Ingolstadt Dukes | – | Munich Cowboys | ESV-Stadion |

| Marburgo 2 luglio 2023, ore 15:00 | Marburg Mercenaries | – | Allgäu Comets | Georg-Gaßmann-Stadion |

| Schwäbisch Hall 2 luglio 2023, ore 15:00 | Schwäbisch Hall Unicorns | – | Straubing Spiders | Optima Sportpark |

#### 8ª giornata
| Kempten 8 luglio 2023, ore 15:00 | Allgäu Comets | – | Schwäbisch Hall Unicorns | Illerstadion |

| Straubing 8 luglio 2023, ore 15:00 | Straubing Spiders | – | Ingolstadt Dukes | VfB-Stadion am Peterswöhrd |

| Potsdam 8 luglio 2023, ore 16:00 | Potsdam Royals | – | New Yorker Lions | Stadio Karl Liebknecht |

| Monaco di Baviera 8 luglio 2023, ore 16:00 | Munich Cowboys | – | Marburg Mercenaries | Städtisches Stadion an der Dantestraße |

| Berlino 8 luglio 2023, ore 17:00 | Berlin Adler | – | Kiel Baltic Hurricanes | Poststadion |

| Saarbrücken 8 luglio 2023, ore 17:00 | Saarland Hurricanes | – | Ravensburg Razorbacks | Ludwigsparkstadion |

#### 9ª giornata
| Kempten 22 luglio 2023, ore 15:00 | Allgäu Comets | – | Ravensburg Razorbacks | Illerstadion |

| Monaco di Baviera 22 luglio 2023, ore 16:00 | Munich Cowboys | – | New Yorker Lions | Städtisches Stadion an der Dantestraße |

| Marburgo 23 luglio 2023, ore 15:00 | Marburg Mercenaries | – | Ingolstadt Dukes | Georg-Gaßmann-Stadion |

#### 10ª giornata
| Kiel 29 luglio 2023, ore 16:00 | Kiel Baltic Hurricanes | – | Berlin Adler | FC Kilia |

| Ravensburg 29 luglio 2023, ore 15:00 | Ravensburg Razorbacks | – | Munich Cowboys | TSB-Stadion |

| Schwäbisch Hall 29 luglio 2023, ore 17:00 | Schwäbisch Hall Unicorns | – | Saarland Hurricanes | Optima Sportpark |

| Ingolstadt 29 luglio 2023, ore 18:30 | Ingolstadt Dukes | – | Straubing Spiders | ESV-Stadion |

| Paderborn 30 luglio 2023, ore 15:00 | Paderborn Dolphins | – | Dresden Monarchs | Hermann-Löns-Stadion |

| Kempten 30 luglio 2023, ore 15:00 | Allgäu Comets | – | Marburg Mercenaries | Illerstadion |

#### 11ª giornata
| Berlino 5 agosto 2023, ore 15:00 | Berlin Rebels | – | Kiel Baltic Hurricanes | Mommsenstadion |

| Dresda 5 agosto 2023, ore 15:00 | Dresden Monarchs | – | New Yorker Lions | Stadion an der Bärnsdorfer Straße |

| Straubing 5 agosto 2023, ore 15:00 | Straubing Spiders | – | Schwäbisch Hall Unicorns | VfB-Stadion am Peterswöhrd |

| Saarbrücken 5 agosto 2023, ore 15:00 | Saarland Hurricanes | – | Marburg Mercenaries | Ludwigsparkstadion |

| Paderborn 6 agosto 2023, ore 15:00 | Paderborn Dolphins | – | Potsdam Royals | Hermann-Löns-Stadion |

#### 12ª giornata
| 12-13 agosto 2023 | New Yorker Lions | – | Berlin Adler |  |

| Berlino 12 agosto 2023, ore 15:00 | Berlin Rebels | – | Paderborn Dolphins | Mommsenstadion |

| Kiel 12 agosto 2023, ore 16:00 | Kiel Baltic Hurricanes | – | Dresden Monarchs | FC Kilia |

| Monaco di Baviera 12 agosto 2023, ore 16:00 | Munich Cowboys | – | Allgäu Comets | Städtisches Stadion an der Dantestraße |

| Ravensburg 12 agosto 2023, ore 17:00 | Ravensburg Razorbacks | – | Schwäbisch Hall Unicorns | TSB-Stadion |

| Ingolstadt 12 agosto 2023, ore 18:30 | Ingolstadt Dukes | – | Saarland Hurricanes | ESV-Stadion |

#### 13ª giornata
| 19-20 agosto 2023 | Potsdam Royals | – | Munich Cowboys |  |

| Straubing 19-20 agosto 2023 | Straubing Spiders | – | Allgäu Comets | VfB-Stadion am Peterswöhrd |

| Berlino 19 agosto 2023, ore 15:00 | Berlin Rebels | – | Dresden Monarchs | Mommsenstadion |

#### 14ª giornata
| 26-27 agosto 2023 | New Yorker Lions | – | Allgäu Comets |  |

| Dresda 26 agosto 2023, ore 15:00 | Dresden Monarchs | – | Potsdam Royals | Stadion an der Bärnsdorfer Straße |

| Saarbrücken 26 agosto 2023, ore 17:00 | Saarland Hurricanes | – | Berlin Rebels | Ludwigsparkstadion |

| Berlino 26 agosto 2023, ore 17:00 | Berlin Adler | – | Paderborn Dolphins | Poststadion |

| Schwäbisch Hall 26 agosto 2023, ore 17:00 | Schwäbisch Hall Unicorns | – | Munich Cowboys | Optima Sportpark |

| Ingolstadt 26 agosto 2023, ore 18:30 | Ingolstadt Dukes | – | Kiel Baltic Hurricanes | ESV-Stadion |

| Marburgo 27 agosto 2023, ore 15:00 | Marburg Mercenaries | – | Ravensburg Razorbacks | Georg-Gaßmann-Stadion |

#### 15ª giornata
| Berlino 2 settembre 2023, ore 15:00 | Berlin Rebels | – | New Yorker Lions | Mommsenstadion |

| Kiel 2 settembre 2023, ore 16:00 | Kiel Baltic Hurricanes | – | Potsdam Royals | FC Kilia |

| Berlino 2 settembre 2023, ore 17:00 | Berlin Adler | – | Dresden Monarchs | Poststadion |

| Schwäbisch Hall 2 settembre 2023, ore 17:00 | Schwäbisch Hall Unicorns | – | Marburg Mercenaries | Optima Sportpark |

| Straubing 2 settembre 2023, ore 18:00 | Straubing Spiders | – | Saarland Hurricanes | VfB-Stadion am Peterswöhrd |

| Paderborn 3 settembre 2023, ore 15:00 | Paderborn Dolphins | – | Ingolstadt Dukes | Hermann-Löns-Stadion |

#### 16ª giornata
| 9-10 settembre 2023 | Potsdam Royals | – | Berlin Adler |  |

| Dresda 9 settembre 2023, ore 15:00 | Dresden Monarchs | – | Paderborn Dolphins | Stadion an der Bärnsdorfer Straße |

| Monaco di Baviera 9 settembre 2023, ore 16:00 | Munich Cowboys | – | Ravensburg Razorbacks | Städtisches Stadion an der Dantestraße |

| Saarbrücken 9 settembre 2023, ore 17:00 | Saarland Hurricanes | – | Munich Cowboys | Ludwigsparkstadion |

| Ingolstadt 9 settembre 2023, ore 18:30 | Ingolstadt Dukes | – | Allgäu Comets | ESV-Stadion |

| Braunschweig 10 settembre 2023, ore 15:00 | New Yorker Lions | – | Kiel Baltic Hurricanes | Eintracht-Stadion |

| Marburgo 10 settembre 2023, ore 15:00 | Marburg Mercenaries | – | Straubing Spiders | Georg-Gaßmann-Stadion |

### Classifica
Le classifiche della regular season sono le seguenti.
- PCT = percentuale di vittorie, G = partite giocate, V = partite vinte,  P = partite perse, PF = punti fatti, PS = punti subiti

#### GFL Nord
| Pos. | Squadra                | PCT   | G | V | N | P | PF  | PS  |
| ---- | ---------------------- | ----- | - | - | - | - | --- | --- |
| 1    | New Yorker Lions       | 1.000 | 4 | 4 | 0 | 0 | 146 | 47  |
| 2    | Potsdam Royals         | 1.000 | 3 | 3 | 0 | 0 | 108 | 50  |
| 3    | Berlin Rebels          | .750  | 4 | 3 | 0 | 1 | 103 | 69  |
| 4    | Berlin Adler           | .667  | 3 | 2 | 0 | 1 | 72  | 27  |
| 5    | Dresden Monarchs       | .500  | 2 | 1 | 0 | 1 | 82  | 26  |
| 6    | Paderborn Dolphins     | .000  | 3 | 0 | 0 | 3 | 28  | 116 |
| 7    | Kiel Baltic Hurricanes | .000  | 1 | 0 | 0 | 1 | 16  | 35  |

#### GFL Süd
| Pos. | Squadra                  | PCT   | G | V | N | P | PF | PS  |
| ---- | ------------------------ | ----- | - | - | - | - | -- | --- |
| 1    | Allgäu Comets            | 1.000 | 2 | 2 | 0 | 0 | 80 | 69  |
| 2    | Saarland Hurricanes      | .500  | 2 | 1 | 0 | 1 | 79 | 65  |
| 3    | Ingolstadt Dukes         | .500  | 2 | 1 | 0 | 1 | 81 | 32  |
| 4    | Munich Cowboys           | .500  | 2 | 1 | 0 | 1 | 31 | 38  |
| 5    | Schwäbisch Hall Unicorns | .333  | 3 | 1 | 0 | 2 | 76 | 99  |
| 6    | Straubing Spiders        | .333  | 3 | 1 | 0 | 2 | 31 | 82  |
| 7    | Ravensburg Razorbacks    | .000  | 4 | 0 | 0 | 4 | 49 | 123 |
| 8    | Marburg Mercenaries      | .000  | 2 | 0 | 0 | 2 | 18 | 105 |

## Playoff e playout

### Tabellone
|  | Quarti di finale | Quarti di finale         | Quarti di finale |                          |                  | Semifinali               | Semifinali | Semifinali |  |  | XLIV ERIMA GFL Bowl | XLIV ERIMA GFL Bowl | XLIV ERIMA GFL Bowl |
|  |                  |                          |                  |                          |                  |                          |            |            |  |  |                     |                     |                     |
|  | 1N               | Potsdam Royals           | 54               |                          |                  |                          |            |            |  |  |                     |                     |                     |
|  | 4S               | Ingolstadt Dukes         | 0                |                          |                  |                          |            |            |  |  |                     |                     |                     |
|  | 4S               | Ingolstadt Dukes         | 0                |                          | 1N               | Potsdam Royals           | 41         |            |  |  |                     |                     |                     |
|  |                  |                          |                  |                          | 1N               | Potsdam Royals           | 41         |            |  |  |                     |                     |                     |
|  |                  | 3N                       | New Yorker Lions | 28                       |                  |                          |            |            |  |  |                     |                     |                     |
|  | 2S               | 3N                       | New Yorker Lions | 28                       | Allgäu Comets    | 34                       |            |            |  |  |                     |                     |                     |
|  | 2S               |                          |                  |                          | Allgäu Comets    | 34                       |            |            |  |  |                     |                     |                     |
|  | 3N               | New Yorker Lions         | 36               |                          |                  |                          |            |            |  |  |                     |                     |                     |
|  |                  |                          |                  |                          |                  |                          |            |            |  |  | 1N                  | Potsdam Royals      | 34                  |
|  |                  |                          | 1S               | Schwäbisch Hall Unicorns | 7                |                          |            |            |  |  |                     |                     |                     |
|  | 1S               | Schwäbisch Hall Unicorns | 17               |                          |                  |                          |            |            |  |  |                     |                     |                     |
|  | 4N               | Berlin Rebels            | 7                |                          |                  |                          |            |            |  |  |                     |                     |                     |
|  | 4N               | Berlin Rebels            | 7                |                          | 1S               | Schwäbisch Hall Unicorns | 36         |            |  |  |                     |                     |                     |
|  |                  |                          |                  |                          | 1S               | Schwäbisch Hall Unicorns | 36         |            |  |  |                     |                     |                     |
|  |                  | 2N                       | Dresden Monarchs | 30                       |                  |                          |            |            |  |  |                     |                     |                     |
|  | 2N               | 2N                       | Dresden Monarchs | 30                       | Dresden Monarchs | 45                       |            |            |  |  |                     |                     |                     |
|  | 2N               |                          |                  |                          | Dresden Monarchs | 45                       |            |            |  |  |                     |                     |                     |
|  | 3S               | Saarland Hurricanes      | 38               |                          |                  |                          |            |            |  |  |                     |                     |                     |

### Quarti di finale
| Dresda 23 settembre 2023 | Dresden Monarchs | 45 – 38 (21-8 10-8 7-6 7-16) | Saarland Hurricanes |  |

| Kempten 23 settembre 2023 | Allgäu Comets | 34 – 36 (d.t.s.) (7-0 0-7 7-7 7-7 7-7 6-8) | New Yorker Lions |  |

| Schwäbisch Hall 23 settembre 2023 | Schwäbisch Hall Unicorns | 17 – 7 (7-0 0-0 7-0 3-7) | Berlin Rebels |  |

| Potsdam 24 settembre 2023 | Potsdam Royals | 54 – 0 (6-0 24-0 16-0 8-0) | Ingolstadt Dukes |  |

### Semifinali
| Schwäbisch Hall 30 settembre 2023 | Schwäbisch Hall Unicorns | 36 – 30 (7-15 16-0 7-0 6-15) | Dresden Monarchs |  |

| Potsdam 1º ottobre 2023 | Potsdam Royals | 41 – 28 (16-14 8-7 9-0 8-7) | New Yorker Lions |  |

### Playout

#### GFL Nord
| 2023 | TBD | – | TBD |  |

| 2023 | TBD | – | TBD |  |

#### GFL Süd
| 2023 | TBD | – | TBD |  |

| 2023 | TBD | – | TBD |  |

### XLIV ERIMA German Bowl
| Essen 14 ottobre 2023, ore 17:00 | Potsdam Royals | 34 – 7 (6-7 16-0 0-0 12-0) | Schwäbisch Hall Unicorns | Stadion an der Hafenstraße (9516 spett.) |

## Verdetti
- TBD Campioni della Germania 2023
- TBD e  TBD retrocessi in GFL2 2024

## Marcatori
NB: sono esclusi i playout.

| Giocatore     | Sq.                      | TD rush | TD recv | TD int | TD p.ret | TD k.ret | TD oth | Xp1 | Xp2 | FG | Saf | Totale |
| ------------- | ------------------------ | ------- | ------- | ------ | -------- | -------- | ------ | --- | --- | -- | --- | ------ |
| Goggin        | Berlin Rebels            | 0       | 6       | 0      | 0        | 0        | 0      | 0   | 1   | 0  | 0   | 38     |
| 2 giocatori   | 36                       |         |         |        |          |          |        |     |     |    |     |        |
| 3 giocatori   | 30                       |         |         |        |          |          |        |     |     |    |     |        |
| 2 giocatori   | 24                       |         |         |        |          |          |        |     |     |    |     |        |
| Bals          | Potsdam Royals           | 2       | 0       | 0      | 0        | 0        | 0      | 10  | 0   | 0  | 0   | 22     |
| 2 giocatori   | 20                       |         |         |        |          |          |        |     |     |    |     |        |
| Schade        | Allgäu Comets            | 0       | 2       | 0      | 0        | 0        | 0      | 7   | 0   | 0  | 0   | 19     |
| 5 giocatori   | 18                       |         |         |        |          |          |        |     |     |    |     |        |
| Cain          | Berlin Rebels            | 0       | 0       | 0      | 0        | 0        | 0      | 6   | 0   | 3  | 0   | 15     |
| 21 giocatori  | 12                       |         |         |        |          |          |        |     |     |    |     |        |
| 3 giocatori   | 11                       |         |         |        |          |          |        |     |     |    |     |        |
| Englmann      | Kiel Baltic Hurricanes   | 0       | 1       | 0      | 0        | 0        | 0      | 1   | 0   | 1  | 0   | 10     |
| Moukouri      | Ingolstadt Dukes         | 1       | 0       | 0      | 0        | 0        | 0      | 0   | 0   | 1  | 0   | 9      |
| 2 giocatori   | 7                        |         |         |        |          |          |        |     |     |    |     |        |
| 40 giocatori  | 6                        |         |         |        |          |          |        |     |     |    |     |        |
| 3 giocatori   | 5                        |         |         |        |          |          |        |     |     |    |     |        |
| Adjei-Freeman | Kiel Baltic Hurricanes   | 0       | 0       | 0      | 0        | 0        | 0      | 4   | 0   | 0  | 0   | 4      |
| Ju. Klenk     | Schwäbisch Hall Unicorns | 0       | 0       | 0      | 0        | 0        | 0      | 3   | 0   | 0  | 0   | 3      |
| 8 giocatori   | 2                        |         |         |        |          |          |        |     |     |    |     |        |
| 2 giocatori   | 1                        |         |         |        |          |          |        |     |     |    |     |        |

## Passer rating
NB: sono esclusi i playout.

La classifica tiene in considerazione soltanto i quarterback con almeno 10 lanci effettuati.
| Giocatore      | Sq.                      | G | Att | Comp | Int | Yds | TD | NFL    | NCAA   |
| -------------- | ------------------------ | - | --- | ---- | --- | --- | -- | ------ | ------ |
| Wittmann       | Ingolstadt Dukes         | 1 | 10  | 7    | 0   | 139 | 1  | 145,83 | 219,76 |
| Duncan         | Dresden Monarchs         | 2 | 59  | 40   | 2   | 732 | 7  | 135,70 | 204,39 |
| Henderson      | Potsdam Royals           | 3 | 57  | 39   | 1   | 545 | 8  | 131,21 | 191,54 |
| J. Smith       | Allgäu Comets            | 2 | 70  | 43   | 2   | 653 | 10 | 119,82 | 181,22 |
| B. Rowell      | Saarland Hurricanes      | 1 | 35  | 26   | 1   | 273 | 4  | 122,68 | 171,81 |
| Weimer         | Ingolstadt Dukes         | 2 | 56  | 37   | 1   | 407 | 7  | 119,57 | 164,80 |
| King           | Saarland Hurricanes      | 1 | 51  | 29   | 3   | 412 | 7  | 98,20  | 158,25 |
| Lyles          | New Yorker Lions         | 4 | 100 | 63   | 4   | 706 | 11 | 104,00 | 150,60 |
| Cavanaugh      | Berlin Adler             | 3 | 93  | 55   | 2   | 593 | 6  | 90,48  | 129,69 |
| Kaegi          | Berlin Rebels            | 4 | 106 | 61   | 4   | 705 | 7  | 84,04  | 127,66 |
| Bjerre         | Ravensburg Razorbacks    | 3 | 84  | 46   | 5   | 613 | 4  | 69,20  | 119,87 |
| Gorny          | Paderborn Dolphins       | 4 | 132 | 77   | 1   | 621 | 3  | 74,72  | 103,84 |
| Robison        | Straubing Spiders        | 3 | 90  | 51   | 2   | 469 | 2  | 69,17  | 103,33 |
| Farley         | Marburg Mercenaries      | 3 | 93  | 52   | 4   | 376 | 2  | 54,77  | 88,37  |
| Gehrke         | Schwäbisch Hall Unicorns | 4 | 111 | 50   | 7   | 529 | 5  | 48,22  | 87,33  |
| Scott          | Kiel Baltic Hurricanes   | 1 | 16  | 9    | 3   | 87  | 1  | 52,86  | 85,05  |
| Engelmann      | Munich Cowboys           | 2 | 51  | 22   | 1   | 219 | 1  | 54,29  | 81,76  |
| Wolk           | Kiel Baltic Hurricanes   | 2 | 40  | 18   | 4   | 143 | 1  | 23,23  | 63,28  |
| Bodman         | Marburg Mercenaries      | 2 | 25  | 9    | 1   | 94  | 0  | 31,08  | 59,58  |
| M. Richter     | Potsdam Royals           | 1 | 8   | 3    | 2   | 19  | 0  |        |        |
| Raue           | Munich Cowboys           | 1 | 7   | 3    | 0   | 20  | 0  |        |        |
| Dobrolevski    | Berlin Rebels            | 1 | 3   | 0    | 0   | 0   | 0  |        |        |
| Willingham     | Berlin Rebels            | 1 | 3   | 2    | 0   | 5   | 0  |        |        |
| Mueggenburg    | New Yorker Lions         | 1 | 2   | 1    | 1   | 9   | 0  |        |        |
| Cass           | Straubing Spiders        | 1 | 1   | 1    | 0   | 14  | 0  |        |        |
| Dasar          | Munich Cowboys           | 1 | 1   | 0    | 0   | 0   | 0  |        |        |
| Fullmore       | Ingolstadt Dukes         | 1 | 1   | 1    | 0   | 20  | 0  |        |        |
| Gentili        | Schwäbisch Hall Unicorns | 1 | 1   | 0    | 0   | 0   | 0  |        |        |
| Graupner       | Straubing Spiders        | 1 | 1   | 0    | 0   | 0   | 0  |        |        |
| Schöne         | Dresden Monarchs         | 1 | 1   | 1    | 0   | 17  | 0  |        |        |
| Vancompernolle | Ravensburg Razorbacks    | 1 | 1   | 1    | 0   | 5   | 1  |        |        |